# Borderline (Madonna-dal)
A Borderline című dal az amerikai énekesnő, Madonna 1984. február 15-én megjelent ötödik, és egyben utolsó kimásolt kislemeze a Madonna című debütáló stúdióalbumáról. A dalt írta Reggie Lucas, és a producer is ő volt. A dal remixét John "Jellybean" Benitez remixelte. Az énekes kifinomult éneke, és dalszövege egy be nem teljesedett szerelemről szól.
A kortárs kritikusok és szerzők dicsérték a dalt, és Madonna legbonyolultabb dalának nevezték, valamint dicsérték dance-pop jellegét. A Billboard Hot 100-as listán Top 10-es helyezést ért el a dal, és 1984 júniusában a 10. helyen állt. A dal más slágerlistákon Top 10-es vagy 20-as helyezést ért el, miközben Írországban 1. helyezést ért el a dal. A "Borderline" a Blender Magazin listáján a 84. helyezést érte el, mint az "The 500 Greatest Songs Since You Were Born," (Az 500 legnagyobb sláger, mióta megszülettél") nevezetű listán. A Time felvette a dalt az "All Time 100 Songs" (Minden idők 100 legjobb dala) listájára.
A dalhoz készült videoklipben Madonna egy latin-amerikai férfivel látható, mint annak barátnője, akihez visszatér, miután egy brit fényképészhez fűzik gyengéd szálak. A videó tudományos érdeklődést váltott ki a hatalom szimbolizmusért felhasználása iránt. A videó nagy forgatással járt, és alapvető szerepet játszott Madonna korai sikerének megalapozásában, mivel elismerték, hogy a klipben nem voltak faji megkülönböztetések.
Madonna előadta a dalt a The Virgin Tour (1985) és a Sticky & Sweet Tour (2008–2009) előadásain, melyeken a dal punk-rock változata szerepelt. A "Borderline"-t olyan művészek dolgozták fel, és adták elő, mint Duffy, Jody Watley, Counting Crows, és a The Flaming Lips.

## Előzmények
Madonna már három dalt komponált, amikor a Warner Records felvette a kapcsolatot Reggie Lucas producerrel, hogy dolgozhasson debütáló albumán. A dal felvétele után azonban Madonna elégedetlen volt a végleges változattal, és úgy érezte, hogy Lucas túl sok hangszert használt a dalban, és nem vette figyelembe az elképzeléseit. Ez vitát váltott ki köztük. Az album elkészítés után Lucas távozott a projektből anélkül, hogy a dalokat Madonna utasításainak megfelelően módosította volna. Madonna ekkor megkereste John "Jellybean" Benitezt, hogy készítsen remixet a "Borderline"-hoz, és két másik már felvett dalhoz. A végleges változat elkészülte után Seymour Stein, a Sire Records vezetője kijelentette: "Alig hittem el, hogy ez a valláson túl hatalmas lesz. Ez a legnagyobb dolog, ami valaha megtörtént, miután meghallottam a "Borderline"-t. A szenvedély, mely benne van a dalban, azt gondoltam, nincs megállás..ez a lány.."

## Felvételek és összetétel
A "Borderline" 1983 februárjában készült, mely megváltoztatta Madonna normális énekhangját. A dal egy szentimentális dal, mely olyan szerelemről szól, mely soha nem teljesül be teljesen. Santiago Fouz-Hernández a Madonna Downed Worlds című könyvében idéz a dalból: "Something in way you love me won't let me be/I don't want to be your prisoner so baby won't you set me free" Madonna kifinomult, és kifejező hangon énekli a dalt, Lucas instrumentális részeivel. Ez a dal a legjobb példa Lucas és Madonna közötti munkakapcsolatra, mivel Lucas arra ösztönözte Madonnát, hogy érzelmeket tápláljon a dalban. Bár a dal kissé jeges hangzású, a refrén kortárs stílusú, a dal vokális része később Madonna egész zenei karrierjére hatással volt, és gyakran személyes hangterjedelemként használta fel. A dal bevezetésében egy erős zongora hangot hallani, melyet egy Fender-Rhodes elektromos zongorával rögzítettek Fredd Zarr által. Az instrumentális basszus hang, mely Anthony Jackson nevéhez köthező, szilárd és bonyolultabb szerkezetű a dalban.
A dal akkordjai a 70-es évek disco hangzását idézi Philadelphiából, és hasonlít Elton John zenei stílusára is. Az akkordok Bachman-Turner Overderive dalához a "You Ain't Seen Nothing Yet" című dalához hasonlít, míg a szintetikus szakaszok tipikusan Madonna zenei stílusára mutatnak. A dal 120 BPM / perc ütemű és D kulcsban indul. Madonna énekhangja F ♯ 3- tól B 4- ig terjed. A dal következő akkordjai Bm – Em – A – F ♯-re változnak, majd változik, és az A-F ♯ -Bm-A-E és G-D-A -ra a énekek végén.

## Kritikák
J. Randy Taraborrelli a Madonna életrajzi könyvében a "Borderline"-t, és a "Holiday"-t említi együtt, mely két kulcsfontosságú felvétel, melyek segítették Madonna zenei karrierjét. Hozzátétte, hogy Madonna hangja teszi a zeneszámot olyan közeli, Motown-féle produkcióhoz, mint egy tánczene, a 80-as években. Maury Dean szerző a Rock 'n'Roll Gold Rush című könyvében zümmögő stílusú dalnak nevezte a dalt, mely mágnesként hat. Rikky Rooksby a "Madonna zenéje" című könyvében a debütáló albumról kimásolt dalt harmonikus dalnak, és egyben a legbonyolultabb felvételnek nevezte. Stephen Thomas Erlewine az AllMusictól a dalra azt mondta, hogy üdítően hat. Sal Cinquemani (Slant Magazin) lelkesnek nevezte a dalt. Commentator Dave Marsh in his book, The Heart of Rock & Soul, said that the "music's too damn good to be denied, no matter whose value system it disrupts." Dave Marsh a The Rock of Soul & Soul című könyvében azt írta a dalról, hogy "a zene rohadt jó ahhoz, hogy elutasítsák, függetlenül attól, hogy melyik értékrendszert képviseli, vagy zavarja". Roxanne Orgill újságíró a Shout, Sister, Shout! című könyvében azt írta a dalról, hogy a "Borderline" az a dal, mely Madonnát csillaggá tette. Thom Duffy az Orlando Sentiel című újságtól megjegyezte, hogy a "Borderline" egy olyan dal, mely bemutatta Madonnát, mint egy "hélium szerű" pop-sztárt, mint "szirénacicát".
A dal a 84. helyen szerepel a Blender Magazin általi "Az 500 Legnagyobb dal, mióta megszülettél" listán. A Time magazin szintén a "Minden idők 100 dala" kategóriában szerepelteti a dalt, kijelentve, hogy Madonna olyan "okosabb" dalokat is énekel, mint a "Material Girl", vagy mutatványosabb dalokat, mint a "Like a Prayer" vagy szexis dalokat "(Justify My Love)". De a "Borderline" az első Top 10-es sláger megadja a pop vonzerejének lényegét, frissességét, egyszerűségét, és vitalitását. A Pitchfork Media a dalt a 80-as évek 106. legjobbjának tartotta, kijelentve, hogy a "Borderline" az egyik legelső darabja a Madonna mitológiájának.
Az 1984-es Billboard Zenei Díjkiosztón a "Borderline" két jelölést kapott, a legjobb videó előadója díjra, valamint a legjobb koreográfia kategóriában jelölték, azonban egyikben sem nyert. 2014-ben a Rolling Stone 1984 legjobb dalainak listáján a 2. helyen szerepelt. Carrie Grant a dalt dallamos szinti pop-palooza-nak írta le, ugyanakkor megjegyezte, hogy a dalban Madonna énekhangja visszafogott, ugyanakkor hallható benne az érzelem.

## Sikerek
A dal az Egyesült Államokban Top 10-es helyezést ért el, amikor 1984. június 16-án felkerült a Billboard Hot 100-as listára, ahol a 10.helyezést érte el, és 30 hétig volt slágerlistás helyezés. Ez volt Madonna leghosszabb ideig slágerlistán lévő dala az Egyesült Államokban. 1995-ben a "Take a Bow" volt hasonló helyzetben. A dal 4. helyezést érte el a Hot Dance Music / Club Play listán, valamint a Hot Adult Contemporary listán, ahol a 23. lett. 1998. október 22-én a dalt arany helyezéssel díjazták (RIAA) az 1.000.000 példányszámú értékesítések alapján. Kanadában a dal 1984. augusztus 4-én az RPM listán az 56. helyen debütált, és szeptember 15-én a 25. helyig jutott. A dal 14 héten át volt listahelyezett.
Az Egyesült Királyságban a dal 1984. június 2-án jelent meg, azonban csak az 56. helyig sikerült jutnia. Azonban a dal 1986. január 1-i újbóli kiadása után 9 hétig volt a brit listán, és a 2. helyig jutott. A dalt 1986 februárjában a British Phonographic Industry (BPI) arany tanúsítvánnyal díjazta. A slágerlistás adatok szerint a dalt 310.000 példányban értékesítették az Egyesült Királyságban. Európában a dal Írországban 1. helyezést ért el, valamint Belgiumban, és Hollandiában is Top 10-es helyezést ért el. Svájcban a 23., míg Ausztráliában a 12. helyezett volt.

## Videóklip
A dalhoz tartozó klipet a kaliforniai Los Angelesben forgatták 1984. január 30. és február 2. között. Ez volt az első videó, melyet Madonna készített Mary Lambert rendezővel, aki később a "Like a Prayer", a "Material Girl" , a "La Isla Bonita", "Like a Virgin" klipeket is rendezte. Allen Metz megjegyezte, hogy észrevehető, hogyan ábrázolja a klipben az akkori Madonnát, mint feltörekvő csillagot. A videóklip Madonna karrierjének egy fontos pillanata, melyet rendszeresen játszott az MTV.
A klipben Madonna egy utcai táncos lányt alakít, akit egy brit fotós elcsábít, és fényképeket készít róla egy magazinban, valamint érzelmi szálakat is táplál iránta. A lány érzelmileg labilis a fotós és latin barátja között, akit Louie Louie alakít. A klipben a zaklatott kapcsolat tükrözi a valós életben sok spanyol nő küzdelmét a férfiakkal. A videó összekapcsolja a két emberi kapcsolat történetét színesben, és fekete-fehérben. A színes részeknél Madonna énekel, flörtöl, és elcsábítja barátját, a fekete-fehér részekben pedig a fotósnak pózol, aki udvarol neki.
A videó Madonnát ábrázolja az akkori szokásos stílusában. Haja rendezetlen, csipkekesztyűt, és vastag zoknit, valamint magas sarkú csizmát visel, a boy-toy védjegyét. Egyik percről a másikra változtatja ruházatát, mind a fekete-fehér, mind a színes részekben, miközben szokatlan stílusú ruhákat visel, beleértve a pólókat, mellényeket, pulóvereket, levágott nadrágokat, és farmert, valamint néhány estélyi ruhát. A fotózás közbeni pózolás során Madonna a kamera felé néz, szexuális kisugárzást mutat. Egy résznél graffitit fúj egy klasszikus szoborra, és jogsértőként ábrázolja magát, aki megszegi a szabályokat.
Lambert elmondta, hogy a video készítésekor nem használtak formulát, nem volt forgatókönyv. A Rolling Stone az 1997-es januári számában elemzi a dalt: "A fiú és a lány élvezik a szerelmüket. A lány híres lesz, a fiú elmarad mellőle. Az utcai élet ábrázolása tükrözi Madonna életét a kavicsos, többnemzetiségű utcákban, és klubokban, melyeket bejárt karrierje előtt, míg a divatos fellépése tükrözi népszerűségét, és sikerét.
Madonna a videóval segített megtörni a fajok közötti kapcsolatokat. Noha először úgy tűnik, hogy Madonna letagadja spanyol barátját, és a fotóst választja. Később elutasítja őt, utalva arra, hogy csak saját szexuális örömét szolgálta ezzel, ez a dalszövegben is megmutatkozik a "You just keep on pushing my love, over the borderline" című szöveggel. Madonna először rendetlen szőkeként az utcán, később pedig mint divatos szőkeként jelenik meg. Ez azt sugallja, hogy meg lehet építeni a saját képét, és indentitását az embernek. Madonna utcai képe a klip végett vonzóvá tette a spanyol és fekete fiatalok körében.
A "Borderline" videó felkeltette a kritikusok figyelmét is, akik a hatalom szimbolizmusát fedezték fel a klipben lévő ellentétes jelenetekben. A fotós stúdiójában klasszikus szobrok, és meztelen szobrok vannak, melyek lándzsákat, és szimbólumokat tartanak. Ezzel szemben a spanyol szomszédságban lévő helyszínek, utcai lámpák, melyet Madonna átkarol, a biliárdasztal, a dákó, szimbólumok, és két ellentétes képet mutat. Andrew Metz szerint az ilyen jelenetek Madonna kifinomult véleményét, a nőiesség késztetését, a hatalom helyett a normál nézeteket, és elnyomást jelenítik meg. Carol Clerk szerint a "Borderline", a "Lucky Star", a "girl-next door" nézeteit kelti, mint az okos, kemény, és vicces, de pimasz nőét. Doublas Kellner professzor a Media Culture: Cultural Studies, Identity, and Politics Between the Modern and the Postmodern című könyvében azt írta a videóról: "A videó olyan motívumokat, és stratégiákat ábrázol, melyek segítettek Madonnának a sztárságban. A Madonna által viselt ruhákat később olyan tervezők is használták, mint Karl Lagerfeld, és Christian Lacroix.

## Élő előadások
A dalt Madonna előadta a The Virgin turnén 1985-ben, és a Sticky & Sweet turnén 2008-ban. Az előadás közben Madonna fekete rojtos mikro-toppot viselt, hasonló szoknyával, többféle kereszttel, mely különböző helyeken lógott rajta. A dalt Madonna eredeti változatban adta elő, a sziluett mögül, lassú léptekkel, miközben integetett, és énekelt. Az előadás nem szerepel a Madonna Live: The Virgin Tour VHS kazettán.
A "Borderline" szerepelt Madonna Sticky & Sweet turnéjának első szakaszában, a 2008-as "old-school" szakaszában, melyben Madonna rövid tornanadrágot, cipőt, és hosszú zoknit viselt. A ruhát Jerem Scott tervezte. A ruházat utalás volt Madonna New York-i időszakára. A dalnak egy pop-punk változata hangzott el, miközben Madonna elektromos gitáron játszott, miközben a háttérben Keith Haring rajzfilmjeinek képkockái futottak. John Parles a The New York Times-től lelkes punk-pop fellépésnek nevezte a dalt. Nekesa Mumbi Moody az USA Today-től elvont előadásnak nevezte. Caryn Ganz a Rolling Stone magazintól "Cheap Trick" stílusú power pop dalnak nevezte az előadást. A dal nem szerepelt a turné 2009-es szakaszában, helyette a "Dress You Up" rock változatát játszották.

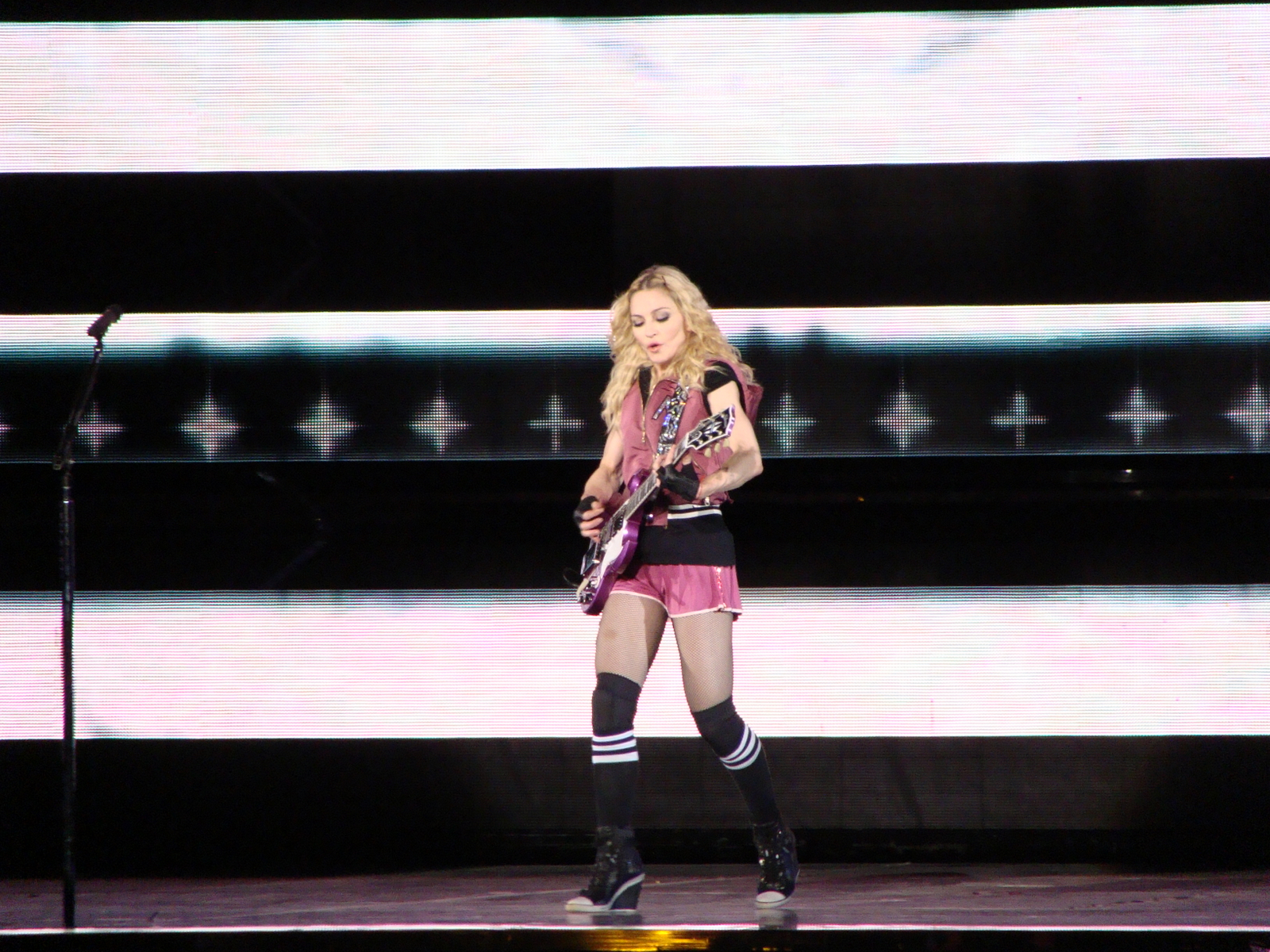
Madonna a Borderline előadása közben (2008)

Madonna 2016 júniusában fellépett Jimmy Fallon "The Tonight Show" című műsorában, ahol a show-t a "Borderline" lassú soul verziójával zárt. Az előadást az akkori elnök Barack Obama is nézte. A "Borderline" akusztikus változatát Madonna egy Melbournei "Madonna: Tears of a Clown" koncerten adta elő bohócjelmezben. A műsor azzal kezdődött, hogy Madonna triciklikkel, lovagló ruhában, és egy rózsaszín-sárga bohóc jelmezben jelent meg. Az előadást a következő szavakkal nyitotta meg: "Nincs bipoláris zavarom, de egy kicsit a határa alatt vagyok". A The Guardinatól Monica Ten dicsérte az énekesnőt, mert tudta, hogy hülye vicc volt, amit mondott, de mégis használta a bevezetőkben.

## Feldolgozások
2000-ben a dalt Nivek Ogre elektro-industrial feldolgozása jelent meg, és került fel a Virgin Voices: A Tribute To Madonna Vol. 2. című válogatás albumra. Heather Phares az AllMusic-tól azt írta a dalról, hogy "hiányzott a jelölés". A chicago pop-punk zenekar, Showoff, a 2002-es "Punk Goes Pop" című albumára vette fel saját változatát a dalnak. 2006-ban az énekes Jody Watley feldolgozta a dalt, és megjelentette "The Makeover" című albumán. A Watley féle downtempó stílusú feldolgozása az Egyesült Királyságban 2009 októberében jelent meg. A dal akusztikus folk stílusú változatát a The Chapin Sisters készítette el, és jelent meg a 2007-es Through the Wilderness című albumán. 2008-ban az énekes Duffy adta elő a "Borderline"-t a Radio 1 Big Weekend című előadásán a Mote Parkban, Maidstone-ban, Kent-ben. A The Flaming Lips és Stardeath valamint a White Dwarfs felvette a dalt a 2009-es Warner Bros. válogatás feldolgozásokat tartalmazó "A Revolution in Sound" című lemezre. Az AllMusic kritikusa Stephen Thomas Erlewine a feldolgozásról azt nyilatkozta, hogy "Ez a Madonna féle változat kifordítva". A Counting Crows 2003-ban a dalt előadta a Royal Albert Hallban, és előadta az MP3 változatot, mely 2009. március 17-én jelent meg az együttes weboldalán. Az előadást az ABC News kritikusa "antiklimaktikusnak" nevezte. 2010-ben a Glee adta elő a dalt a "The Power of Madonna" epizódban, mash-upként az "Open Your Heart" című dallal együtt, melyet Cory Monteith és Lea Michelle adott elő. A dalt 2010-ben live előadásban akusztikus verzióban adta elő a skót énekes Steve Mason.

## Számlista
| - US 7" single 1. "Borderline" (7" Remix) – 4:02 2. "Think of Me" – 4:55 - UK 7" & Limited Edition picture disc 1. "Borderline" (7" Remix) – 4:02 2. "Physical Attraction" (Edit) – 3:56 - UK 12" single 1. "Borderline" (U.S Remix) – 6:57 2. "Borderline" (Dub Remix) – 5:48 3. "Physical Attraction" (LP Version) – 6:42 - Germany / UK CD Maxi Single (1995) 1. "Borderline" – 5:17 2. "Borderline" (U.S Remix) – 6:57 3. "Physical Attraction" (LP Version) – 6:42 | - US 12" maxi single 1. "Borderline" (New Mix) – 6:57 2. "Lucky Star" (New Mix) – 7:14 - US 12" promotional maxi single 1. "Borderline" (New Mix) – 5:29 2. "Borderline" (Instrumental) – 5:48 - Ausztrál 12" single 1. "Borderline" (U.S Remix) – 6:57 2. "Borderline" (7" Remix) – 4:02 3. "Borderline" (Dub Remix) - 5:48 - Németország 12" single 1. "Borderline" (U.S Remix) – 6:57 2. "Borderline" (Dub Remix) – 5:48 3. "Physical Attraction" (LP version) – 6:42 |

## Slágerlista
| Slágerlista (1984–86)                 | Legjobb helyezések |
| ------------------------------------- | ------------------ |
| Australia (Kent Music Report)         | 12                 |
| Belgium (Ultratop 50 Flanders)        | 3                  |
| Kanada Top Singles (RPM)              | 25                 |
| Iceland (RÚV)                         | 9                  |
| Írország (IRMA)                       | 1                  |
| Hollandia (Single Top 100)            | 3                  |
| Új-Zéland (Recorded Music NZ)         | 47                 |
| Svájc (Schweizer Hitparade)           | 23                 |
| Egyesült Királyság (UK Singles Chart) | 2                  |
| US Billboard Hot 100                  | 10                 |
| US Adult Contemporary (Billboard)     | 23                 |
| US Hot Dance Club Songs (Billboard)   | 4                  |

| Slágerlista (1984)            | Helyezések |
| ----------------------------- | ---------- |
| Australia (Kent Music Report) | 75         |
| US Billboard Hot 100          | 35         |

| Slágerlista (1986)                   | Helyezések |
| ------------------------------------ | ---------- |
| UK Singles (Official Charts Company) | 50         |

## Minősítések
| Ország                   | Minősítés | Eladás  |
| ------------------------ | --------- | ------- |
| Egyesült Királyság (BPI) | arany     | 310.000 |
| Egyesült Államok (RIAA)  | arany     | 500.000 |

## Közreműködő személyzet
- Madonna – ének
- Reggie Lucas – író, producer, gitár, dobprogramok
- Fred Zarr – szintetizátorok, elektromos és akusztikus zongora
- Dean Gant – szintetizátorok, elektromos és akusztikus zongora
- Ed Walsh – szintetizátorok
- Anthony Jackson – elektromos basszusgitár
- Ira Siegal – gitárok
- Bobby Malach – tenorszaxofon
- Gwen Guthrie – háttérvokál
- Brenda White – háttérvokál
- Chrissy Faith – háttérvokál